# Iwan Nikitowitsch Koschedub

Iwan Koschedub (1949 als Major)

Iwan Nikitowitsch Koschedub (russisch Иван Никитович Кожедуб, wiss. Transliteration Ivan Nikitovič Kožedub; * 8. Juni 1920 in Obraschijewka, Gouvernement Tschernigow, Ukrainische SSR; † 8. August 1991 in Moskau, Sowjetunion) war ein sowjetischer Pilot, Marschall der Flieger und dreifacher Held der Sowjetunion.

## Leben
Nach sieben Schuljahren in seinem Geburtsort, einem Dorf im heutigen Rajon Schostka, zwei zusätzlichen Schuljahren in Schostka und einer Ausbildung an einer Berufsschule für Chemie und Technologie trat er 1940 der Roten Armee bei, erhielt seine Pilotenausbildung 1941 an der Tschugujewer Militärflugfachschule und arbeitete dort anschließend als Fluglehrer.

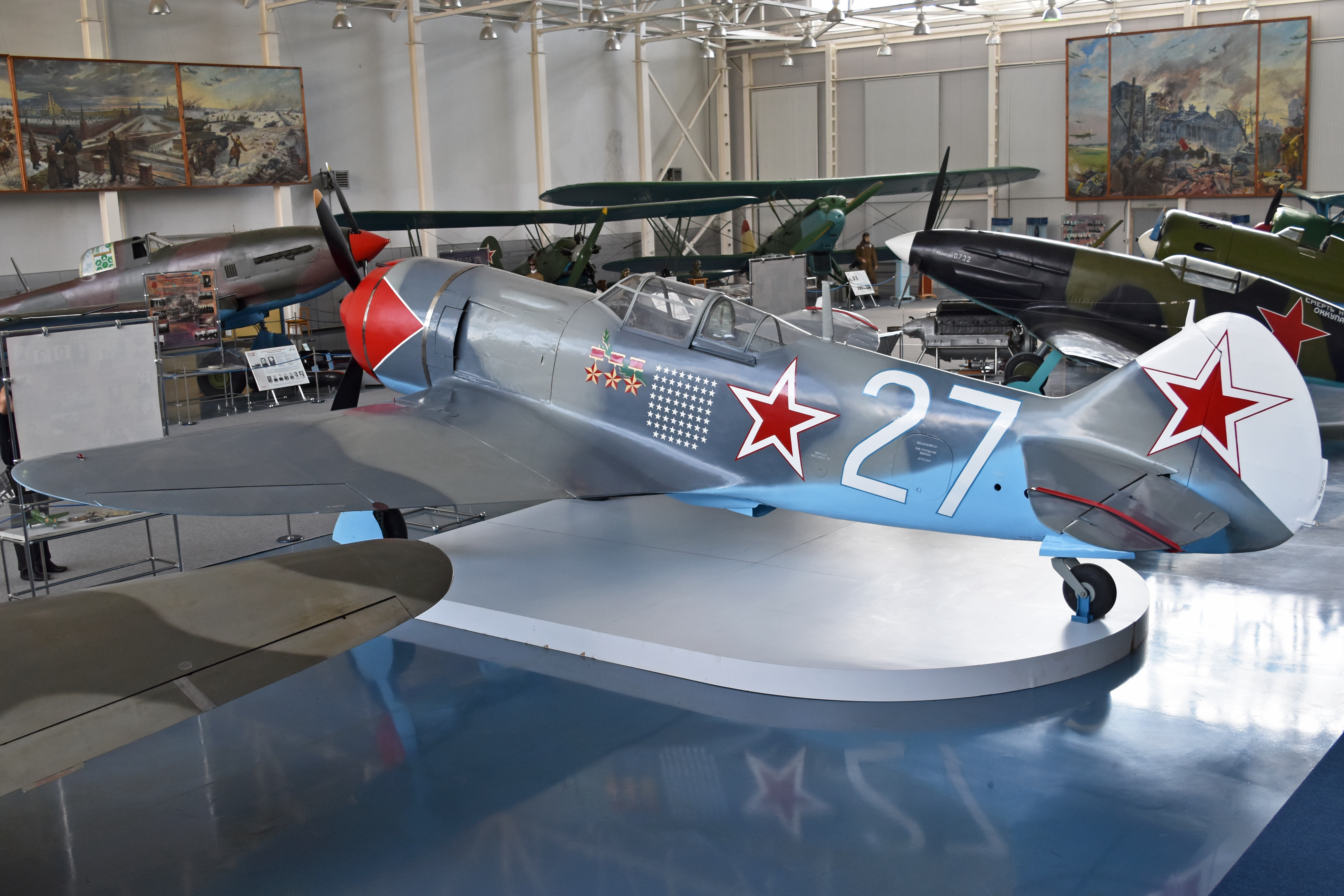
Koschedubs La-7 im Museum der sowjetischen Luftstreitkräfte

Im Deutsch-Sowjetischen Krieg wurde er im November 1942 zur Front versetzt, wo er bald in erste Luftkämpfe verwickelt wurde. Koschedub errang in 326 Einsätzen, die er vorwiegend mit Lawotschkin La-5 oder La-7 flog, bei 120 Luftkämpfen 62 bestätigte Luftsiege, darunter gegen ein Strahlflugzeug Me 262. Er war damit der erfolgreichste sowjetische (und alliierte) Jagdflieger im Zweiten Weltkrieg. Den Großteil seiner Abschüsse (45) erzielte er auf der La-5. Er wurde dreimal als Held der Sowjetunion ausgezeichnet (4. Februar 1944, 19. August 1944 und 18. August 1945), beim letzten Mal bei gleichzeitiger Beförderung zum Major, wobei er bereits seit August 1944 als stellvertretender Kommandeur des 176. Gardejagdfliegerregiments im Range eines Hauptmanns stand.
Nach dem Krieg studierte Koschedub 1949 an der Militärakademie der Luftstreitkräfte in Monino.
Im Koreakrieg befehligte er als Kommandeur die 324. Jagdfliegerdivision.
1956 absolvierte er die Militärakademie des Generalstabes der Streitkräfte der UdSSR „K.J. Woroschilow“ und wurde mehrmals Deputierter des Obersten Sowjets. Seit 1964 war er 1. Stellvertreter des Chefs der Fliegerkräfte eines Militärbezirks.
Nach seiner Beförderung zum Generaloberst im Jahre 1970 wechselte er 1971 in die Führung der Luftstreitkräfte. Seit 1978 war er in der Gruppe der Generalinspekteure des Ministeriums für Verteidigung der UdSSR tätig. 1985 wurde er zum Marschall der Flieger befördert. Koschedub starb 1991 und wurde auf dem Moskauer Nowodewitschi-Friedhof beigesetzt.
Koschedub verfasste zwei autobiografische Bücher.

## Werke
- Ich diene dem Heimatland (Служу родине, 1949)
- Treue zum Vaterland (Верность  отчизне, 1967)
- Ich greife an (Verlag des Ministeriums für Nationale Verteidigung; 1956)